# Nilópolis (kommun)
Nilópolis är en kommun i Brasilien.   Den ligger i delstaten Rio de Janeiro, i den sydöstra delen av landet, 900 km sydost om huvudstaden Brasília. Antalet invånare är 157 483.
Följande samhällen finns i Nilópolis:
- Nilópolis

Runt Nilópolis är det i huvudsak tätbebyggt. Runt Nilópolis är det mycket tätbefolkat, med 5 021 invånare per kvadratkilometer.